# Pseudanthus pimeleoides
Pseudanthus pimeleoides là một loài thực vật có hoa trong họ Picrodendraceae. Loài này được Sieber ex Spreng. miêu tả khoa học đầu tiên năm 1827.